# Irrel
Irrel este o comună din landul Renania-Palatinat, Germania.